# امینس چهارمین (ایست) کانتون
امینس چهارمین (ایست) کانتون (به فرانسوی: Amiens 4th (Est) Canton) یک سکونتگاه مسکونی در فرانسه است که در Arrondissement of Amiens واقع شده‌است.